# آسچ
آسچ (به هلندی: Asch) یک منطقهٔ مسکونی در هلند است که در بورن (هلند) واقع شده‌است. آسچ ۳۲۰ نفر جمعیت دارد.